# SS Tropic
SS Tropic este un vapor de linie ce aparținea de firma maritimă White Star Line. A fost construit de către Thos. Royden & Co în 1871, având o masă de 2122 tone brute. 